# Kigabiro (Sektor)
Kigabiro (Kinyarwanda Umurenge wa Kigabiro) ist einer von 14 Sektoren des Distrikts Rwamagana in der Ostprovinz von Ruanda.

## Geographie
Der Sektor Kigabiro hat eine Fläche von 37,7 km². Er setzt sich aus den fünf Zellen Bwiza, Cyanya, Nyagasenyi, Sibagire und Sovu zusammen. Nachbarsektoren sind im Norden Gishali, im Nordosten Muhazi, im Osten Ruramira, im Süden Munaga, im Südwesten Rubona und im Westen Mwulire. Innerhalb von Kigabiro liegt die Distrikthauptstadt Rwamagana.

## Bevölkerung
Nach Stand der Volkszählung von 2022 liegt die Einwohnerzahl bei 47.358. Zehn Jahre zuvor waren es 32.730, was einem jährlichen Bevölkerungszuwachs von 3,8 Prozent zwischen 2012 und 2022 entspricht.

## Verkehr
Durch den Norden des Sektors verläuft die Nationalstraße 4. Von dieser geht eine District Road nach Süden auf.